# Thawte
Thawte è un'azienda sudafricana operante nel campo delle certificazioni digitali. Sfrutta lo standard X.509.

## Storia
Thawte è stata fondata nel 1995 da Mark Shuttleworth. Il progetto di partenza era di creare un server sicuro, non vincolato dalle restrizioni crittografia imposte dagli Stati Uniti. Il server, Sioux, era un adattamento del più noto Apache, a cui poi è stato integrato quando Thawte ha iniziato ad occuparsi di certificazioni.
Nel 1999 la società è stata acquistata dalla Verisign per un prezzo di 575 milioni di dollari. Con tale somma Shuttleworth è potuto diventare uno dei primi turisti spaziali della storia e ha poi finanziato il progetto Ubuntu.